# Palazzo Doria (La Spezia)
Palazzo Doria si trova nel centro storico della Spezia ed è situato lungo il caruggio di via del Prione agli incroci con le vie Sapri e Gioberti.

## Storia e caratteristiche
Il seicentesco palazzo della famiglia Doria, nonostante abbia subito numerose modifiche, costituisce un importante esempio di architettura residenziale di chiara impronta Genovese
Di particolare importanza sono il portale sul quale figura tuttora lo stemma della famiglia patrizia, l'ampia estensione delle aperture del piano nobile e le colonne con doppio capitello comprese in alcuni fondi sulla via Sapri.
Il palazzo fu abitato dalla famiglia fino agli anni '40 del XIX secolo, quando il marchese Giorgio Doria, senatore del Regno, la trasferì nel nuovo palazzo fatto costruire in via Chiodo (poi andato distrutto dai bombardamenti del 1944).
In palazzo Doria ha sede la Società dei concerti, gruppo di musicologi spezzini.

## Un ospite illustre
Dopo il trasferimento degli antichi proprietari nel nuovo palazzo di via Chiodo il piano nobile dell'edificio fu affittato ed adibito ad albergo, la Locanda Universo.
Sopra l'entrata principale del Palazzo si trova oggi una lapide commemorativa che ricorda:
IN UNA LOCANDA DELL'ANTICO BORGO

A

Richard Wagner

SI RIVELÒ UNO SPLENDIDO ACCORDO MUSICALE

E PRESE FORMA

IL PRELUDIO DELL'ORO DEL RENO

Infatti il compositore tedesco ha frequentato le rive del golfo spezzino. Il 5 settembre 1853, ammirando il mare e le onde che s'infrangevano sugli scogli della città antica, ha avuto l'ispirazione per il preludio dell'Oro del Reno, momento che ha segnato l'inizio della composizione della tetralogia.